# Rogério Dezorzi
Rogério de Brito Dezorzi (ur. 12 sierpnia 1966 w São Paulo) − brazylijski bokser, dwukrotny olimpijczyk.

## Kariera amatorska
W 1991 zdobył brązowy medal na igrzyskach panamerykańskich w Hawanie. W półfinale pokonał go utytułowany Kubańczyk Arnaldo Mesa. Rok później wystąpił na igrzyskach olimpijskich w Barcelonie. W pierwszej swojej walce w 1/16 finału pokonał Stevena Keviego, wygrywając na punkty (20:3). W kolejnej walce przegrał z reprezentantem ZSRR Ramazem Palianim, kończąc udział na 1/8.
W 1996 również był uczestnikiem igrzysk olimpijskich. Na igrzyska zakwalifikował się, zostając wicemistrzem mistrzostw Ameryki Południowej w Buenos Aires (1996). Rywalizację w kategorii piórkowej rozpoczął od punktowego zwycięstwa nad reprezentantem Indonezji Nemo Baharim. W kolejnym pojedynku przegrał na punkty (6:16) z Lorenzo Aragónem.